# Kristina Koznick
Kristina Koznick, née le 24 novembre 1975, est une skieuse alpine américaine.

## Palmarès

### Coupe du monde
- 6 succès en course (6 en Slalom)

(État au 25 décembre 2005)

### Saison par saison
- 1998 :
  - Slalom : 1 victoire (Aare ( Suède))
- 1999 :
  - Slalom : 1 victoire (Semmering ( Autriche))
- 2000 :
  - Slalom : 2 victoires (Sestrière ( Italie), Bormio ( Italie))
- 2002 :
  - Slalom : 1 victoire (Berchtesgaden ( Allemagne))
- 2003 :
  - Slalom : 1 victoire (Lillehammer ( Norvège))